# Angyali üdvözlet fatemplom (Felsőtomnatek)
A tomnateki Angyali üdvözlet fatemplom műemlékké nyilvánított épület Romániában, Hunyad megyében. A romániai műemlékek jegyzékében a  HD-II-m-B-03467 sorszámon szerepel.